# Seixal (Porto Moniz)
Seixal é uma povoação portuguesa sede da Freguesia do Seixal do Município do Porto Moniz, freguesia com 36,37 km² de área e 612 habitantes (censo de 2021), tendo, por isso, uma densidade populacional de 16,8 hab./km².
Localiza-se a uma latitude 32,81667 (32°49') Norte e a uma longitude 17,1667 (17°7') Oeste. Seixal tem uma estrada que a liga o Porto Moniz e Santana. A actividade principal é a agricultura. É banhada pelo Oceano Atlântico a norte e tem montanhas a sul.
Esta freguesia é muito abundante em água, a prova são as várias cascatas aí existentes. A mais famosa é a Cascata do Véu da Noiva, que brota da montanha a uma altura considerável embatendo em pleno mar, e é porventura uma das mais conhecidas da ilha. Tal como o Seixal, uma cidade do continente, a origem do seu nome é idêntica: surgiu devido à abundância de seixos existentes nas praias.

## Demografia
A população registada nos censos foi:
| Distribuição da População por Grupos Etários | Distribuição da População por Grupos Etários | Distribuição da População por Grupos Etários | Distribuição da População por Grupos Etários | Distribuição da População por Grupos Etários |
| -------------------------------------------- | -------------------------------------------- | -------------------------------------------- | -------------------------------------------- | -------------------------------------------- |
| Ano                                          | 0-14 Anos                                    | 15-24 Anos                                   | 25-64 Anos                                   | > 65 Anos                                    |
| 2001                                         | 143                                          | 107                                          | 317                                          | 149                                          |
| 2011                                         | 97                                           | 71                                           | 345                                          | 143                                          |
| 2021                                         | 66                                           | 68                                           | 328                                          | 150                                          |